# نادي بيتيشت لكرة السلة
نادي بيتيشت لكرة السلة (بالرومانية: BCM U Pitești)‏ هو فريق كرة سلة روماني للمحترفين تأسس في سنة 2000 يقع مقره في بيتيشت، رومانيا. ينافس في الدوري الروماني لكرة السلة.

## أبرز اللاعبين
من أبرز اللاعبين الذين لعبوا معه:
- عثمان بارو
- ريهاردس كوكسيكس

## وصلات خارجية
- الموقع الرسمي